# Maxi Biancucchi
Maximiliano Daniel Biancucchi Cuccittini, conosciuto come Maxi Biancucchi (Rosario, 15 settembre 1984), è un ex calciatore argentino con passaporto italiano, di ruolo attaccante.

## Biografia
È cugino di Lionel Messi e fratello di Emanuel Biancucchi.

## Carriera
Ha iniziato la sua carriera professionistica nel San Lorenzo. Ha poi militato nello Sp. Luqueño, squadra del Paraguay, dove ha vinto un campionato prima di trasferirsi in Brasile.
Il 5 agosto 2007 ha debuttato nel Flamengo al Vila Belmiro, contro il Santos, subentrando a Roger.
Nel 2011 è di nuovo in Paraguay, stavolta nelle file dell'Olimpia, dove rimane fino al 2012 per poi fare ritorno in Brasile, nel Vitória.

## Palmarès
- Campionato paraguaiano: 1

Sp. Luqueño: 2007
- Taça Rio: 1

Flamengo: 2009
- Campionato brasiliano: 1

Flamengo: 2009